# Real Salt Lake
Real Salt Lake, teilweise auch bekannt als Real Salt Lake City, ist ein Franchise der Profifußball-Liga Major League Soccer (MLS) aus Sandy, Utah, einem Vorort von Salt Lake City. Das Franchise wurde 2004 gegründet und nahm in der Saison 2005 den Spielbetrieb auf. Die Teamfarben sind rot, kobaltblau und gold. Die Mannschaft gewann 2009 den MLS-Cup im Finale gegen LA Galaxy.

## Name
Der Name Real entstammt der spanischen Sprache und bedeutet „königlich“. Im Fußball gibt es besonders in Spanien viele Vereine, die die Bezeichnung Real im Namen führen (z. B. Real Madrid, Real Saragossa usw.), wobei deren Name jeweils auf ein königliches Namensprivileg zurückgeht.
Teambesitzer Dave Checketts wollte, dass sein Club eng mit einem erfolgreichen europäischen Fußballverein zusammenarbeitet und einen Markennamen bekommt, der eindeutig mit der Sportart Fußball in Verbindung gebracht wird. Von Seiten der Fans wurde der Name skeptisch aufgenommen. Vielfach wurde angeführt, dass das Team einen Namen tragen sollte, der eher die Region Salt Lake City reflektiert.

## Geschichte
Bevor Real Salt Lake als Franchise in die MLS aufgenommen wurde, gab es mit Utah Blitzz eine Mannschaft in der USL Second Division. Nach Gründung von RSL löste sich dieses Team, das in seiner letzten Saison die Meisterschaft gewann, auf. Blitzz-Trainer Chris Agnello wurde zum Co-Trainer von RSL. Cheftrainer wurde John Ellinger, der zuvor die U-17-Nationalmannschaft der USA trainierte. Das Design der Trikots wurde von der spanischen Nationalmannschaft inspiriert.
In der ersten Saison schaffte es die Mannschaft nicht sich für die Play-offs zu qualifizieren und stand am Ende der Saison auf Platz 5 der Western Conference. Bis zur Saison 2007 schaffte es das Team nicht über den letzten bzw. vorletzten Platz in seiner Conference hinaus.
Im November 2006 unterzeichnete das Franchise einen millionenschweren Sponsoringvertrag mit der Firma „XanGo“. RSL war mit Beginn der Saison 2007 das erste MLS-Team, das einen Trikotsponsor hat. Im Dezember 2006 sorgte RSL mit der Verpflichtung des US-amerikanischen Fußballtalents Freddy Adu von D.C. United für Schlagzeilen. Dieser wechselte jedoch schon im Juli 2007, nach nur 11 Spielen für den Verein, für zwei Millionen US-Dollar zu Benfica Lissabon.
Seit Mai 2007 ist Jason Kreis Trainer von Real Salt Lake. Der ehemalige Spieler des Vereins übernahm die Mannschaft von John Ellinger.
Nachdem Salt Lake 2008 das Halbfinale der Play-offs erreicht hatte, schaffte es die Mannschaft 2009 ins Finale und gewann am 22. November 2009 den MLS Cup und somit die Meisterschaft. Gegner war Los Angeles Galaxy. Real Salt Lake ist außerdem qualifiziert für die CONCACAF Champions League 2010/2011.
Am 4. Juni 2010, während einer Pressekonferenz des Präsidenten der Vereinigten Staaten, ehrte Barack Obama im Weißen Haus Real Salt Lake dadurch, dass er am Ende der Pressekonferenz ein Trikot der Mannschaft mit seinem Namen und der Nummer 10 anzog.
Am 6. April erreichte Real das Finale der CONCACAF Champions League 2010/11. Im Halbfinale konnte Deportivo Saprissa mit 3:2 nach Hin- und Rückspiel geschlagen werden. Im Endspiel traf die Mannschaft auf CF Monterrey aus Mexiko, nach einem 2:2-Unentschieden im Hinspiel, verlor Real im Rückspiel mit 0:1 und musste sich mit Platz 2 begnügen.

## Wappen und Farben
Die offiziellen Farben des Franchises und der Mannschaft sind claret red, cobalt blue und Real gold.

## Stadion
- Rice-Eccles Stadium; Salt Lake City, Utah (2005–2008)
- America First Field; Sandy, Utah (seit 2022)
  - a.k.a. Rio Tinto Stadium; Sandy, Utah (2008–2022)

Noch im Gründungsjahr des Franchise wurden Pläne für ein fußballspezifisches Stadion gemacht und von den lokalen Behörden bewilligt. Die Finanzierung dieses Projektes erwies sich jedoch als schwierig. Gegner des Stadionbaus waren der Meinung, dass man nicht Millionen von Steuergeldern für ein Stadion verwenden sollte, das sich eventuell nicht rechnen würde. Der Teambesitzer Checketts erklärte, dass er gerne das Team in Salt Lake City behalten möchte, setzte aber ein Ultimatum und drohte mit einem Umzug des Teams.
In der Zwischenzeit erklärten Delegationen aus Rochester und St. Louis ihr Interesse an dem Franchise. Am letzten Tag des Ultimatums wurde aber doch noch ein Finanzierungsplan beschlossen. Im August 2006 erfolgte die Grundsteinlegung des Rio Tinto Stadium im Beisein der Mannschaften von Real Salt Lake und Real Madrid.
Bis zur Eröffnung am 9. Oktober 2008 spielte die Mannschaft im Rice-Eccles Stadium, das sich auf dem Campus der University of Utah befindet.

## Fans und Rivalen

### Fangruppierungen
RSL hat aktuell fünf Fanclubs: The Loyalists, FCB (Frank Castle Brigade), RCB (Rogue Cavaliers Brigade), Section 26 und La Barra Real.

### Maskottchen

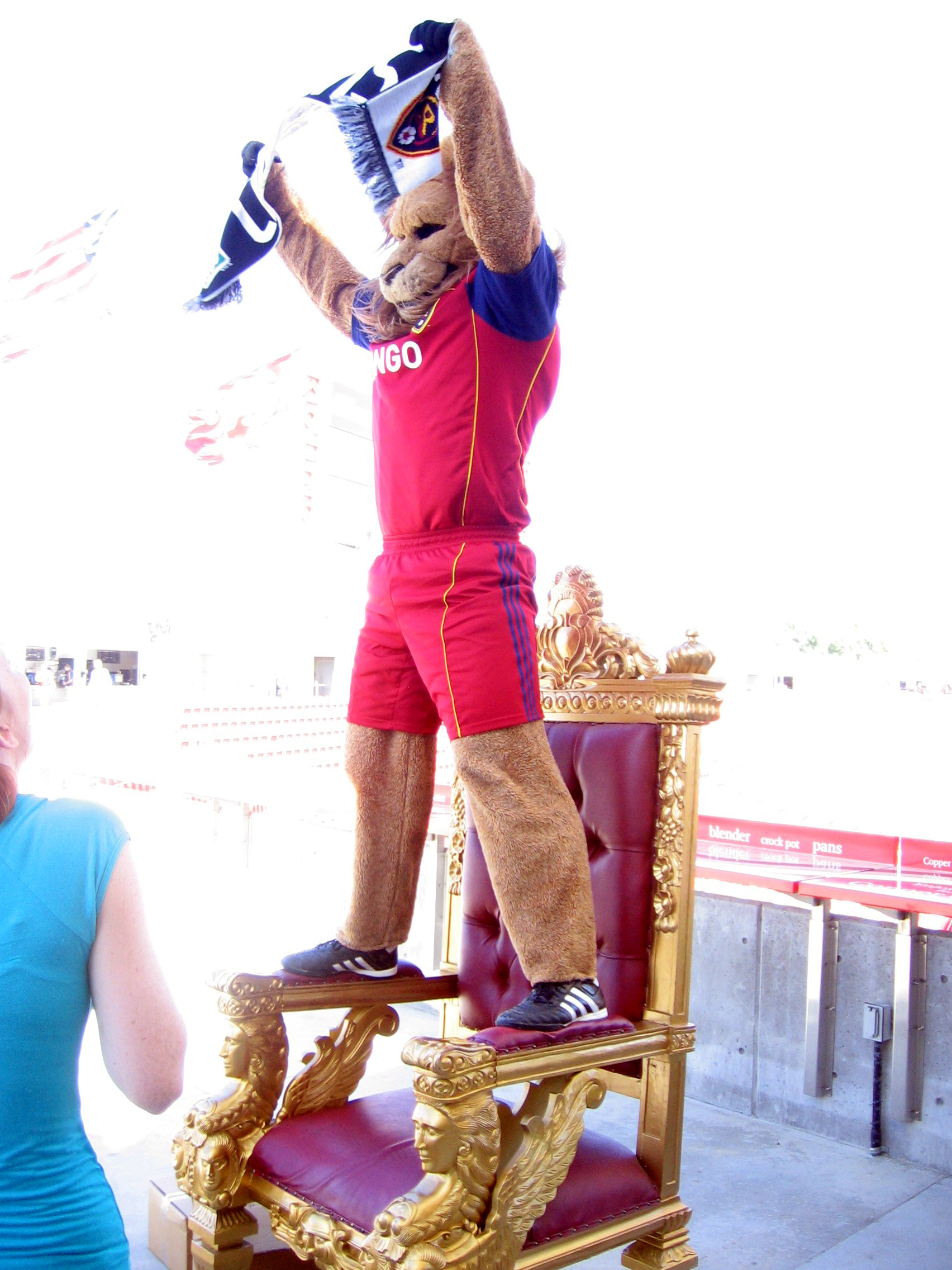
Maskottchen Leo der Löwe im August 2010

Leo der Löwe ist das offizielle Maskottchen.

### Rivalitäten
Nachdem RSL im Jahre 2005 in die Major League Soccer aufgenommen worden war, gab es in den Rocky Mountains nun zwei MLS-Franchises. Die Fans von RSL und den Colorado Rapids kreierten daraufhin den „Rocky Mountain Cup“, um die Rivalität zu pflegen und auszubauen. Sieger des „Rocky Mountain Cup“ ist die Mannschaft, die den direkten Vergleich während der Regular Season gewinnt. Real Salt Lake konnte diesen Vergleich bislang drei Mal (2007, 2008 und 2009) für sich entscheiden.
Neben den Colorado Rapids hat sich auch eine gewisse Rivalität mit CD Chivas USA entwickelt. Beide Teams wurden 2005 in die MLS aufgenommen.

## Organisation

### Eigentümer
Eigentümer des Franchises ist der Unternehmer Dell Loy Hansen. Er ist seit 2009 Mitglied der Eigentümergruppe. 2013 übernahm er den Hauptanteil an Real Salt Lake.

### Sponsoren
Seit November 2013 ist LifeVantage, ein Hersteller von Nahrungsergänzungsmitteln, Trikotsponsor der Mannschaft. Von 2009 bis 2013 war das Lebensmittelunternehmen XanGo LLC Haupt- und Trikotsponsor der Franchises.
Ausrüster ist Adidas und weitere Sponsoren sind u. a. JetBlue Airways und Maverik, Inc.

### Partnerschaften

#### Real Madrid
Im September 2006 unterzeichneten Repräsentanten von dem spanischen Erstligisten Real Madrid und von Real Salt Lake einen 10-Jahres-Kooperationsvertrag. Hauptsächlich ging es darum den Fußball in Utah weiter zu stärken und zu bewerben. Des Weiteren wurden Freundschaftsspiele zwischen den beiden Mannschaften veranstaltet und Real Salt Lake darf seine Saisonvorbereitung auf dem Trainingsgelände von Madrid absolvieren. Auch der Bau eines Jugendzentrums für bis zu 200 Kinder und Jugendliche in Salt Lake City wurde vereinbart. Hier sollten die Altersstufen U-12 bis U-18 trainiert und ausgebildet werden. Da das Jugendzentrum nicht realisiert wurde, baute RSL 2010 in Casa Grande, Arizona sein eigenes.

#### Real Salt Lake Women
Es besteht eine Partnerschaft mit der Frauenfußballmannschaft Real Salt Lake Women. Das Team spielt in der Women’s Premier Soccer League.

## Jugend und Entwicklung

### Real Monarchs
Die Real Monarchs sind seit 2015 das offizielle Farmteam von Real Salt Lake. Die Mannschaft spielt in der USL Championship.

### Real Salt Lake-Arizona Academy
Das Jugendentwicklungssystem bei Real Salt Lake ist in den letzten Jahren sehr stark gewachsen. Hauptbestandteil dieses Systems ist die Real Salt Lake-Arizona Academy. Zusammen mit der Grande Sports Academy entstand hier ein Programm für junge Fußballspieler um sich weiterzuentwickeln. Die Altersstufen U15/16 und U17/18 spielen in den Ligen der U.S. Soccer Development Academy. Die RSL Arizona Academy befand sich bis zur Eröffnung des neuen Trainingszentrums (2018) in Casa Grande, Arizona.

### RSL Academy U-12
Neben der Real Salt Lake-Arizona Academy gibt es noch die RSL Academy U-12 Mannschaft, welche in der Liga UYSA Academy Series spielt.

## Erfolge
- CONCACAF Champions League
  - Finale (1): 2010-11

- MLS Cup
  - Sieger (1): 2009
  - Finale (1): 2013

- MLS Eastern Conference
  - Sieger (Play-off) (1): 2009

- MLS Western Conference
  - Sieger (Play-off) (1): 2013
  - Finale (2): 2008, 2011

- Lamar Hunt U.S. Open Cup
  - Finale (1): 2013

- weitere Erfolge
  - Rocky Mountain Cup: (4) 2007, 2008, 2009, 2010, 2011, 2012, 2014
  - Carolina Challenge Cup: (1) 2009
  - Desert Diamond Cup: (1) 2015

## Statistiken

### Saisonbilanz
| Saison | Regular Season   | Play-offs             | Lamar Hunt U.S. Open Cup | CONCACAF Champions League |
| ------ | ---------------- | --------------------- | ------------------------ | ------------------------- |
| 2005   | 5. Platz (West)  | nicht qualifiziert    | 3. Runde                 | nicht qualifiziert        |
| 2006   | 6. Platz (West)  | nicht qualifiziert    | 4. Runde                 | nicht qualifiziert        |
| 2007   | 6. Platz (West)  | nicht qualifiziert    | 2. Qualifikationsrunde   | nicht qualifiziert        |
| 2008   | 3. Platz (West)  | Halbfinale            | 2. Qualifikationsrunde   | nicht qualifiziert        |
| 2009   | 5. Platz (West)  | Sieger                | 1. Qualifikationsrunde   | nicht qualifiziert        |
| 2010   | 2. Platz (West)  | Viertelfinale         | 3. Qualifikationsrunde   | Finale (2010/11)          |
| 2011   | 3. Platz (West)  | Halbfinale            | Viertelfinale            | nicht qualifiziert        |
| 2012   | 2. Platz (West)  | Conference Halbfinale | 3. Runde                 | Gruppenphase (2012/13)    |
| 2013   | 2. Platz (West)  | Finale                | Finale                   | nicht qualifiziert        |
| 2014   | 3. Platz (West)  | Conference Halbfinale | 4. Runde                 | nicht qualifiziert        |
| 2015   | 9. Platz (West)  | nicht qualifiziert    | Halbfinale               | Viertelfinale             |
| 2016   | 6. Platz (West)  | K.O.-Runde            | Achtelfinale             | nicht qualifiziert        |
| 2017   | 8. Platz (West)  | nicht qualifiziert    | 4. Runde                 | nicht qualifiziert        |
| 2018   | 6. Platz (West)  | Viertelfinale         | 4. Runde                 | nicht qualifiziert        |
| 2019   | 3. Platz (West)  | Viertelfinale         | 4. Runde                 | nicht qualifiziert        |
| 2020   | 11. Platz (West) | nicht qualifiziert    | Turnier ausgefallen      | nicht qualifiziert        |
| 2021   | 7. Platz (West)  | Halbfinale            | Turnier ausgefallen      | nicht qualifiziert        |
| 2022   | 7. Platz (West)  | 1. Runde              | 3. Runde                 | nicht qualifiziert        |

1. ↑  Der Wettbewerb beginnt jeweils im Herbst des vorherigen Jahres. Bis 2008 unter dem Namen CONCACAF Champions' Cup.

### Vereinsrekorde
(Stand: 23. Oktober 2017)
- Spiele:  Kyle Beckerman, 284
- Tore:  Álvaro Saborío, 63
- Vorlagen:  Javier Morales, 81
- Shutouts:  Nick Rimando, 101

### Besucherschnitt
Regular Season / Play-offs
- 2005: 18.037[11] / nicht qualifiziert
- 2006: 16.366[12] / nicht qualifiziert
- 2007: 15.960[13] / nicht qualifiziert
- 2008: 16.179 / 19.632[8]
- 2009: 16.375 / 11.499[8]
- 2010: 17.095 / 19.324[8]
- 2011: 17.594 / 17.067[8]
- 2012: 19.153[14] / 19.657
- 2013: 19.362[15] / 18.187
- 2014: 20.351[16] / 20.713
- 2015: 20.160[17] / nicht qualifiziert
- 2016: 19.759[18] / kein Heimspiel
- 2017: 18.781[19] / nicht qualifiziert